# 相川七瀬 トナカイ倶楽部
『相川七瀬 トナカイ倶楽部』（あいかわななせ トナカイクラブ）は、かつて相川七瀬のパーソナリティで放送されていたラジオ番組。

## 概要
- 1996年10月〜2001年9月、全国JFN系で放送。但し本番組はエフエム東京制作ではなくジャパンエフエムネットワーク（JFNC）制作の地方局向けJFNラインネット番組であり、エフエム東京では未ネットのため関東地方・首都圏のうちエフエム群馬、エフエム栃木[注釈 1]が受信出来ない地域では聴取不可能で、度々放送でその事に触れる時があった。
- 「トナカイ」とは自身が飼っている猫の名前。相川が部長として、リスナーの悩みや質問に答え、採用者にはトナカイが描かれたステッカーがプレゼントされた。

## 主なコーナー
- 相川七不思議[1]
- トナカイ劇場[1]
他

## ネット局
- エフエム青森
  - （※1996年時点では放送無し。途中ネット開始）
  - 日曜日 9:00〜9:55（午前、1999年10月時点〜2001年3月打ち切り）
- エフエム秋田
  - 日曜日 19:00〜19:55（1996年10月・1997年時点）
  - （※途中打ち切り。1999年10月時点〜2001年9月本番組終了時までは放送無し）
- エフエム岩手
  - 金曜日 21:00〜21:55（1996年10月〜2000年9月）
  - 火曜日 19:00〜19:55（2000年10月〜2001年9月）
- エフエム山形
  - 金曜日 21:00〜21:55（1996年10月・1997年時点／2000年10月〜2001年9月）
  - 木曜日 21:00〜21:55（1999年10月時点）
- エフエム福島
  - 土曜日 19:00〜19:55（1996年10月・1997年時点）
  - 土曜日 20:00〜20:55（1999年10月時点〜2000年9月）
  - 日曜日 18:00〜18:55（2000年10月〜2001年9月）
- エフエム栃木
  - 土曜日 21:00〜21:55（1996年10月〜1999年9月打ち切り）
- エフエム群馬
  - 日曜日 21:00〜21:55（1996年10月・1997年時点）
  - 月曜日 20:00〜20:55（1999年10月時点〜2000年9月）
  - 金曜日 20:00〜20:55（2000年10月〜2001年9月）
- エフエムラジオ新潟
  - 水曜日 21:00〜21:55（1996年10月〜2001年3月）
  - 木曜日 20:00〜20:55（2001年4月〜2001年9月）
- 長野エフエム放送
  - 土曜日 19:00〜19:55（1996年10月・1997年時点）
  - 金曜日 21:00〜21:55（1999年10月時点〜2001年3月打ち切り）
- 富山エフエム放送
  - 金曜日 21:00〜21:55（1996年10月〜1998年3月）
  - 日曜日 21:00〜21:55（1998年4月〜1998年9月）
  - 日曜日 24:00〜24:55（1998年10月〜2001年9月）
- 三重エフエム放送
  - 金曜日 20:00〜20:55（1997年1月〜1997年3月）
  - 木曜日 21:00〜21:55（1997年4月〜1998年3月）
  - 金曜日 21:00〜21:55（1998年4月〜1999年5月）
  - 月曜日 20:00〜20:55（1999年6月〜2001年9月）
- エフエム滋賀
  - 金曜日 21:00〜21:55（1996年12月開局時〜2001年9月）
- エフエム山陰
  - 金曜日 21:00〜21:55（1996年10月〜2001年9月）
- 岡山エフエム放送
  - 金曜日 21:00〜21:55（1999年4月開局時〜2001年9月）
- エフエム山口
  - 金曜日 21:00〜21:55（1997年4月〜1999年打ち切り）
- エフエム香川
  - （※1996年時点では放送無し。途中ネット開始）
  - 金曜日 19:00〜19:55（1999年10月時点〜2001年3月）
  - 金曜日 20:00〜20:55（2001年4月〜2001年9月）
- エフエム徳島
  - 金曜日 21:00〜21:55（1996年10月〜2000年9月）
  - 日曜日 19:00〜19:55（2000年10月〜2001年9月）
- エフエム高知
  - （※1996年時点では放送無し。途中ネット開始）
  - 金曜日 19:00〜19:55（1999年10月時点〜2001年3月）
  - 金曜日 20:00〜20:55（2001年4月〜2001年9月）
- エフエム佐賀
  - （※1996年時点では放送無し。途中ネット開始）
  - 金曜日 21:00〜21:55（1999年10月時点〜2001年3月打ち切り）
- エフエム中九州
  - 金曜日 21:00〜21:55（1996年10月〜2000年9月）
  - 木曜日 19:00〜19:55（2000年10月〜2001年3月打ち切り）
- エフエム大分
  - 金曜日 21:00〜21:55（1996年10月〜2001年3月）
  - 月曜日 21:00〜21:55（2001年4月〜2001年9月）
- エフエム宮崎
  - 土曜日 20:00〜20:55（1996年10月・1997年時点）
  - 金曜日 21:00〜21:55（1999年10月時点〜2001年3月打ち切り）
- エフエム鹿児島
  - 金曜日 20:00〜20:55（1996年10月・1997年時点）
  - 金曜日 21:00〜21:55（1999年10月時点〜2001年3月打ち切り）

## オープニング・エンディング曲
- ライナス・アンド・ルーシー

## 書籍
- 相川七瀬のトナカイ倶楽部 炎のlove2バイブル編 (2000年3月発売) 朝日出版社